# V-dal

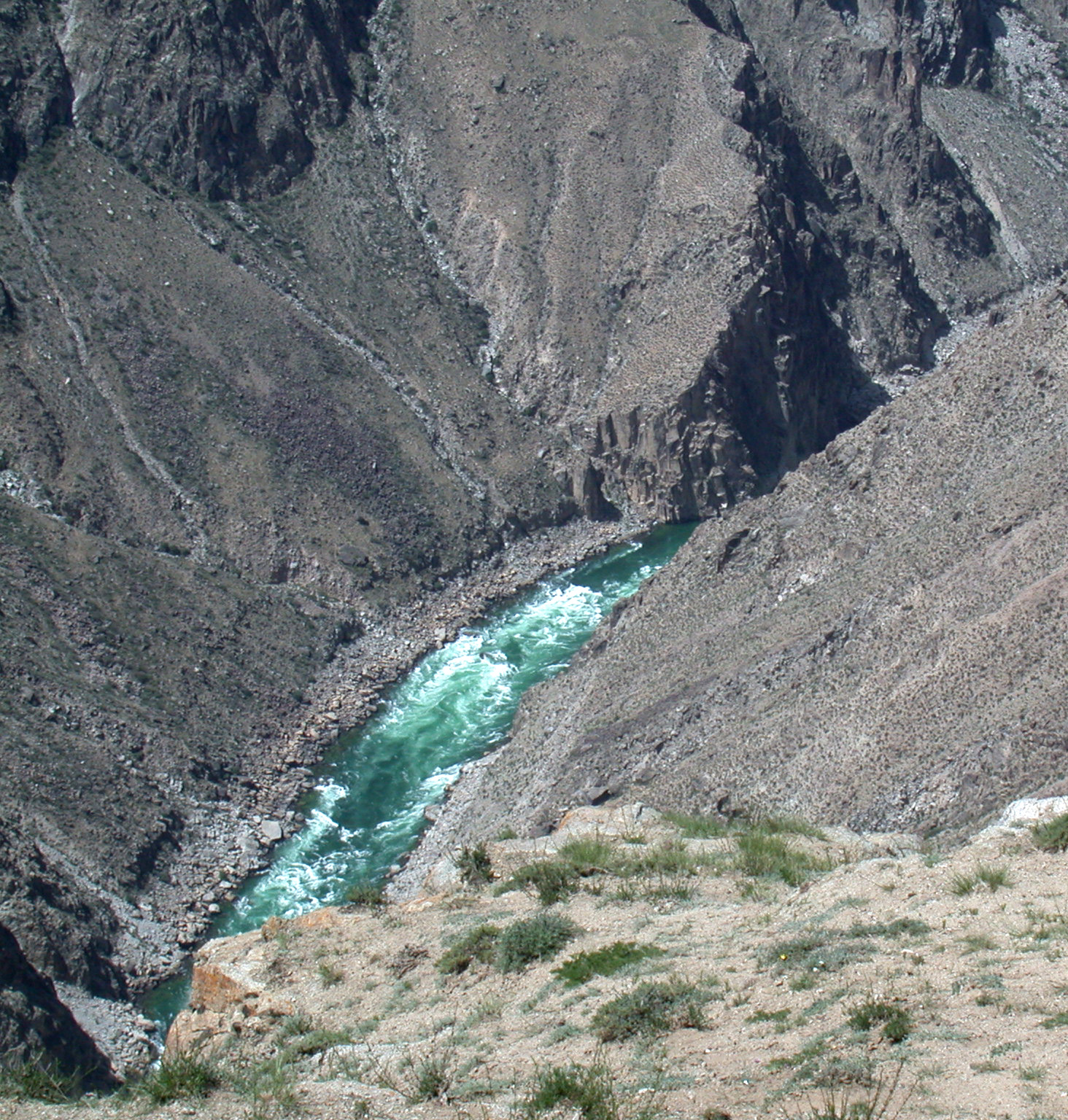
V-dal vid Gula floden i Kina.

V-dal eller skårdal (jämför tyska: Kerbtal) är en dalgång med V-format tvärsnitt och har skapats av strömmande vatten. De påträffas i unga flodlopp samt i floders övre delar där strömhastigheten är kraftig och erosionen därmed påtaglig. Nedfallande material från dalsidorna forslas bort av vattnet och dalgången blir djupare så länge vattenströmmen är tillräckligt stark.
En av de mest kända och största dalgångarna som bildats under stort inflytande av strömmande vatten (Coloradofloden) är Grand Canyon, USA.